# Foment del Treball Nacional
Foment del Treball Nacional és la principal organització patronal catalana.

## Història
Amb origen el 1771 en la Reial Companyia de Filats i Estampats del Principat de Catalunya.

### Segle XIX
El 1820 té lloc el primer canvi de denominació a Comissió de Fàbriques de Filats, Teixits i Estampats de Cotó. El 1847 canvien de nom novament cap a Junta de Fàbriques, i de nou el 1848 cap a Institut Industrial de Catalunya.
El 1849 és pionera a oferir formació a molts dels operaris i mestres industrials que van protagonitzar la Revolució industrial a Catalunya. Crea com a òrgan d'expressió el diari El Bien Público.
El 1869 hi ha un canvi de denominació a Foment de la Producció Nacional.
Hereva de la integració de diferents institucions industrials que van conviure al llarg del segle xix, Foment del Treball Nacional pren definitivament el seu nom l'any 1889 amb la fusió de l'Institut del Foment del Treball Nacional i el Foment de la Producció Espanyola. El 1879 hi ha un canvi de denominació a Institut del Foment del Treball Nacional.
Responia a una mentalitat capitalista i regionalista i va impulsar una opció política regeneracionista per al govern espanyol protagonitzada pel general Camilo Polavieja. Prohoms de Foment com Lluís Ferrer-Vidal, que n'assumí la presidència, van impulsar la "Junta regional de adhesiones al programa reformista del general Polavieja", que va reunir institucions com la Societat Barcelonesa d'Amics del País, l'Institut Agrícola Català de Sant Isidre, l'Ateneu Barcelonès i la Lliga de Defensa Industrial i Comercial.
Així, aquestes cinc entitats van liderar també, a partir de 1897, la petició d'un concert econòmic per a Catalunya així com una reestructuració de l'Estat que respongués a una major descentralització administrativa. Un dels punts culminants d'aquesta campanya va ser la presentació de la seva proposta a la Reina Regent Maria Cristina mitjançant una petició coneguda com la dels "Cinc Presidents", perquè foren els presidents de cinc institucions representatives de la societat civil catalana els que es reuniren amb la monarca: Joan Sallarés i Pla per Foment del Treball Nacional, el Doctor Robert per la Societat Econòmica d'Amics del País, Carles de Camps per l'Institut Agrícola Català de Sant Isidre; Lluís Domènech i Montaner per l'Ateneu Barcelonès, i Sebastià Torres per la Lliga de Defensa Industrial i Comercial Des de 1892 a 1902 publicà El Trabajo Nacional.
El 1888 els industrials catalans s'impliquen fortament en l'organització i celebració de l'Exposició Universal de Barcelona.
El 1899 Foment del Treball dona suport a la proposta política de regeneració i reforma de l'Estat que assoleix el Govern d'Espanya. La patronal catalana abandera la petició d'un model de gestió administrativa descentralitzada i un concert econòmic per a Catalunya. Aquell mateix any es va adoptar el nom definitiu, Foment del Treball Nacional, per la fusió de diverses entitats empresarials.

### Segle XX
El 1904 Foment del Treball és soci fundador i assumeix la primera presidència amb Lluís Ferrer-Vidal de la Caixa de Pensions, predecessor de l'actual Caixabank. També, en col·laboració amb altres entitats privades i públiques, promou la creació de l'Escola Industrial de Barcelona.
El 1916 participà com a actor principal en la petició insistent a les autoritats governamentals de la creació de la Zona Franca per al port de Barcelona, que finalment s'aconseguí aquest any.
El 1929 la celebració de l'Exposició Internacional de Barcelona comptà amb el suport significatiu de Foment del Treball.
Després de la guerra civil espanyola se li va permetre d'existir, però subordinat a l'organització sindical franquista (Sindicat Vertical). L'organització va entrar en un període d'hivernació obligada, a conseqüència de la Guerra Civil espanyola i la dictadura.
El renaixement de Foment del Treball Nacional sota l'impuls d'empresaris com Carles Ferrer Salat, Alfred Molinas, Josep Vilá Marsans, Andreu Ribera Rovira o Albert Folch i Rusiñol. Amb la democràcia, Foment teixeix la sòlida i potent representació empresarial de Catalunya. Carles Ferrer Salat presideix aquest nou Foment. En aquest període es va fundar la Confederación Española de Organizaciones Empresariales (CEOE), en la qual es va integrar. Un any després de d'haver promogut la Confederación Española de Organizaciones Empresariales (CEOE) com a membre fundador, el president de Foment, Carles Ferrer Salat, assumeix la presidència de la nova cúpula empresarial espanyola CEOE.
Presidit entre el 1978 i el 1994 per Alfred Molinas i Bellido, Foment del Treball va recuperar el protagonisme social amb la signatura del I'Acord Interprofessional de Catalunya amb els sindicats UGT i CCOO el 1990 i la creació del Tribunal Laboral de Catalunya. Té una biblioteca i un arxiu amb un extens fons documental històric i econòmic format per uns 80.000 volums.
El 1990 es va produir una signatura amb els sindicats majoritaris de l'Acord Interprofessional de Catalunya, que és renovat i actualitzat els anys 2005 i 2011. Creació el 1992 de l'òrgan de mediació extrajudicial Tribunal Laboral de Catalunya.

### Segle XXI
Des del 1995 fins al 2011 el president fou Joan Rosell. El 14 de març de 2011 va ser rellevat per Joaquim Gay de Montellà. Com a vicepresidents hi ha l'empresari hoteler Joan Gaspart i Solves i diversos representants de patronals territorials o sectorials. El 2005 es va fer una signatura amb el Govern de Catalunya, organitzacions empresarials i sindicats majoritaris de l'Acord estratègic per a la internacionalització, la qualitat de l'ocupació i la competitivitat de l'economia catalana. Assoliment amb els sindicats majoritaris del II Acord Interprofessional de Catalunya 2005-2007.
El 2011 Foment del Treball dona suport a qui fins al moment era el seu president, Joan Rosell, per presidir la cúpula empresarial espanyola CEOE. Signatura amb els sindicats majoritaris del III Acord Interprofessional de Catalunya 2011-2014.
El juny de 2013 l'organització va decidir no adherir-se al Pacte Nacional pel Dret a Decidir argumentant que es tractava d'un òrgan de "marcat caràcter polític".
El 2018 fundà el diari digital The New Barcelona Post. Amb el lema “Good News, True Stories” publica informació empresarial, cultural, científica i social amb l’objectiu de projectar la marca Barcelona a nivell nacional i internacional. Compta amb versions en castellà i català. Després d’un primer període gestionat per la patronal Foment del Treball, el 2020, el diari va iniciar una segona etapa sota el guiatge de l'exdirector general de la Fundació la Caixa, Jaume Giró.
Des de 2018 el seu president és Josep Sánchez-Llibre.

## Presidents
1. Joan Puig i Saladrigas (1889 i 1895)
2. Pau Sadó i Pérez (1889)
3. Josep Sert i Rius (1891-1893)
4. Ramon Romaní i Puigdengolas (1893)
5. Joan Sallarés i Pla (1897-1899)
6. Albert Rusiñol i Prats (1899-1901)
7. Lluís Ferrer-Vidal i Soler (1901-1905)
8. Manuel Marqués i Puig (1905-1907)
9. Lluís Muntadas i Rovira (1907-1911)
10. Lluís Alfons Sedó i Guichard (1911-1913)
11. Eduard Calvet i Pintó (1912-1913)
12. Josep de Caralt i Sala, Comte de Caralt (1913-1917)
13. Jaume Cussó i Maurell, Vescomte de Cussó (1918-1922)
14. Domènec Sert i Badia (1922-1929)
15. Lluís Bosch-Labrús i Blat (1929-1936)
16. Josep de Quadras i Veiret, Baró de Quadras (1936-1939)
17. Josep Maria Albert i Despujol, Baró de Terrades (1941-1952)
18. Miquel Mateu i Pla (1952-1973)
19. Fèlix Gallardo i Carrera (1973-1977)
20. Carles Ferrer Salat (1977-1978)
21. Alfred Molinas i Bellido (1978-1994)
22. Antoni Algueró i Algueró (1994-1995)
23. Joan Rosell i Lastortras (1995-2011)
24. Joaquim Gay de Montellà i Ferrer-Vidal (2011-2018)
25. Josep Sánchez i Llibre (2018-)

## Membres destacats
- Pere Bosch i Labrús
- Eusebi Güell Bacigalupi
- Lluís Alfons Sedó
- Andreu de Sard
- Francisco José Orellana
- Ramon Romaní i Puigdengolas
- Albert Rusiñol i Prats
- Joan Sallarés i Pla
- Guillem Graell i Moles
- Frederic Rahola i Trèmols
- Lluís Ferrer-Vidal i Soler
- Pere Gual i Villalbí
- Rafael Vallet i Sabater